# Teatro Principal (Ourense)
El Teatro Principal és una sala de teatre situada en el carrer de la Paz, número 9, d'Ourense, (Galícia) i construïda el 1830, tot seguint el model italià. La primera remodelació important data de 1915, amb la instal·lació del projector i pantalla de cinema. El 1983, la Diputació principal, passa a ser-ne la propietària del teatre, redactant-se un projecte de consolidació de l'edifici, restauració i rehabilitació.